# Edith Farnadi
Edith Farnadi (Budapest, 25 septembre 1921 – Graz, 14 décembre 1973) est une pianiste hongroise. 

## Biographie
Edith Farnadi naît à Budapest et commence ses études à l'âge de sept ans, à l'Académie de musique Franz Liszt. Elle étudie avec Arnold Székely (également professeur de Louis Kentner). À neuf ans, elle fait ses débuts musicaux en tant qu'enfant prodige. À 12 ans, elle joue le premier concerto de Beethoven en dirigeant l'orchestre du piano. Elle reçoit son diplôme de l'Académie de musique de Budapest à 17 ans. Lors de ses études, elle remporte deux fois le prix Franz Liszt. Elle est ensuite professeur à l'Académie Franz Liszt, où elle reste jusqu'en 1942. Elle entreprend  dans les années 1950 une carrière de concertiste jouant à travers l'Europe et grave des enregistrements pour le label Westminster. Pour le répertoire de musique de chambre, elle se joint au Quatuor Barylli.
Encore étudiante à Budapest, elle est une partenaire musicale  constante du grand violoniste hongrois Jenő Hubay. Lors de Après-midi de musique au Palais de Budapest, elle joue plusieurs fois avec Bronislaw Huberman.

## Discographie partielle
- Tchaïkovski, Concertos pour piano n° 1 et 2 (1954, LP Westminster WL 5309)
- Liszt, concertos pour piano n° 1 et 2 (LP Westminster WL 5158)
- Liszt, Rhapsodies hongroises vol. 1 (1-8) (LP Westminster WAL 213)
- Dvořák, Quintette avec piano - Quatuor Barylli (Westminster W 9025)
- Bartók, Concertos pour piano 2 & 3, avec la Musique pour cordes, percussions et célesta, sous la direction d'Hermann Scherchen avec l'Orchestre philharmonique de Vienne (réédition Urania)